# Nicolas-Claude Fabri de Peiresc
Nicolas-Claude Fabri de Peiresc (Belgentier, 1 de dezembro de 1580 – Aix-en-Provence, 24 de junho de 1637) foi um astrónomo e botânico francês . Estudioso e erudito de outras disciplinas, manteve uma frequente correspondência com outros cientistas e intelectuais de seu tempo (incluindo pintores como Rubens) e organizou com êxito algumas entre as primeiras expedições de investigação científica. É amplo o campo de suas investigações, entre as quais se destaca o seu empenho em determinar a diferença de longitude de várias localidades ao redor do Mediterrâneo e no Norte de África.

## Obras
- Vita Peireskii
- Mémoires
- Bulletin Rubens
- Histoire abrégée de Provence
- Notes inédites de Peiresc sur quelques points d'histoire naturelle
- Lettres à Malherbe (1606-1628)
- Traitez des droits et des libertés de l'Eglise gallicane